# Улица Пушкина (Челябинск)
У́лица Пу́шкина — улица в Советском и Центральном районах города Челябинска. Проходит с севера на юг от улицы Труда до улицы Плеханова.

## Происхождение и исторические названия улицы
До 1930-х годов улица именовалась Мастерской; существовал только отрезок улицы от улицы Сибирской (ныне — улица Труда) до Южного бульвара (проспект Ленина). Южная часть улицы упиралась в Южную площадь (площадь Революции) и православное кладбище. Отрезок улицы от проспекта Ленина до улицы Плеханова застраивался с 30-х годов XX века; тогда же, во время подготовки празднования 100-летия со дня гибели А. С. Пушкина, улица получила сегодняшнее название.

## Роль в инфраструктуре города
Сквозного проезда от начала до конца улицы Пушкина нет: улица Коммуны (Аллея Славы) разделяет улицу на две части. По улице по состоянию на 2015 год не проходит ни один маршрут общественного транспорта. Во время строительства подземного перехода на перекрёстке проспекта Ленина с улицей Свободы по улице Пушкина было организовано двустороннее троллейбусное движение от проспекта Ленина до улицы Тимирязева — троллейбусная линия сохранилась и изредка используется для оборота подвижного состава.
На улице находятся бывший особняк Данцигера-Высоцкого (1912, памятник архитектуры регионального значения), Челябинское протезно-ортопедическое предприятие, синагога (1905, памятник архитектуры регионального значения), редакция газеты «Челябинский рабочий», Главное управление МЧС по Челябинской области, пожарная часть Центрального района и музей пожарного дела, Челябинское отделение фонда культуры, кинотеатр имени А. С. Пушкина (1937, памятник архитектуры регионального значения) и театр «Манекен» (центр «Театр+Кино»).
На перекрёстке с проспектом Ленина будут расположены наземные павильоны входов на станцию «Площадь Революции» Челябинского метрополитена.